# Enkianthus campanulatus
Enkianthus campanulatus (Japans: furin-tsutsuji) is een bladverliezende struik uit de heidefamilie (Ericaceae). De soortaanduiding campanulatus betekent "klokvormig", wat verwijst naar de kenmerkende klokvormige bloemen. De soort komt voor in Japan, van Hokkaido in het noorden, Honshu in het midden en tot in Shikoku in het zuiden.